# Адміністративний устрій Летичівського району
Адміністративний устрій Летичівського району — адміністративно-територіальний поділ Летичівського району Хмельницької області на 2 селищні об'єднані територіальні громади, які об'єднують 57 населених пунктів та підпорядковані Летичівській районній раді. Адміністративний центр — смт Летичів.

## Список громадЛетичівського району
- Летичівська селищна громада
- Меджибізька селищна громада